# All My Life (canción de Foo Fighters)
«All My Life» es una canción y el primer sencillo del cuarto álbum de estudio de Foo Fighters, One by One. Fue lanzado el día 24 de septiembre de 2002. 
En 2003 ganó el premio Grammy a "Mejor canción de rock".
La canción se mantuvo 10 semanas en la posición #1 en la lista de rock moderno. Coincidentemente, después de Nirvana (grupo donde el cantante Dave Grohl tocaba la batería) con la canción «You Know You're Right».
En marzo de 2005, Q magazine puso a «All My Life» en el número 94 de las mejores 100 canciones de guitarras.
Acerca de la canción, el vocalista Dave Grohl dijo: "Es una de las canciones más agresivas que escribí. Es estilo dark y disonante. Empieza con una voz y una guitarra que explota y se vuelve cada vez más grande y así sigue y sigue.... Esta canción es un poquito sucia. ¡Usa tu imaginación!"

## Video musical
En el video musical se muestra a los integrantes de Foo Fighters en un escenario, sin gente. Fue dirigido por el vocalista del grupo Dave Grohl.

## Posicionamiento
| Año  | Listas                              | Posición |
| ---- | ----------------------------------- | -------- |
| 2002 | Official UK Singles Chart           | N.º 5    |
| 2002 | Modern Rock Tracks (US)             | N.º 1    |
| 2002 | Mainstream Rock Tracks              | N.º 3    |
| 2002 | The Billboard Hot 100               | N.º 43   |
| 2002 | Official Norwegian Singles Chart    | N.º 13   |
| 2002 | Official Irish Singles Chart        | N.º 14   |
| 2002 | Official Australian Singles Chart   | N.º 15   |
| 2002 | Official Italian Charts             | N.º 30   |
| 2002 | Official Sweden Singles Chart       | N.º 37   |
| 2002 | Official New Zealand Singles Chart  | N.º 46   |
| 2002 | Official German Singles Chart       | N.º 93   |
| 2002 | Official Holland Singles Chart      | N.º 95   |
| 2002 | Official Euro Hot 100 Singles Chart | N.º 15   |